# Барышово (Московская область)
Ба́рышово — деревня в Орехово-Зуевском муниципальном районе Московской области. Входит в состав сельского поселения Ильинское. Население — 35 чел. (2010).

## Расположение
Деревня Барышово расположена в юго-западной части Орехово-Зуевского района, примерно в 40 км к югу от города Орехово-Зуево. По западной окраине деревни протекает река Десна. Высота над уровнем моря 129 м.

## Название
По одной версии, название связано с некалендарным личным именем Барыш. По другой — происходит от предания о том, что на этом месте торговцы после базаров делили свои «барыши».

## История
В 1926 году деревня являлась центром Барышевского сельсовета Ильинской волости Егорьевского уезда Московской губернии.
До 2006 года Барышово входило в состав Ильинского сельского округа Орехово-Зуевского района.

## Население
В 1926 году в деревне проживало 299 человек (129 мужчин, 170 женщин), насчитывалось 72 хозяйства, из которых 66 было крестьянских. По переписи 2002 года — 49 человек (25 мужчин, 24 женщины).
| 1926 | 2002 | 2006 | 2010 |
| ---- | ---- | ---- | ---- |
| 299  | ↘49  | ↗53  | ↘35  |